# Black Rock Shooter: The Game
Black Rock Shooter: The Game (ブラック★ロックシューター THE GAME?, Burakku Rokku Shūtā Za Gēmu) è un action RPG sviluppato e pubblicato dalla Imageepoch per PlayStation Portable e distribuito a partire dal 25 agosto 2011. Il videogioco è ispirato all'anime Black Rock Shooter.
Ambientato in un universo differente rispetto a quello dell'OAV, il videogioco comprende sequenze animate realizzate dallo studio Ufotable. La sigla di apertura del videogioco è No Scared del gruppo One Ok Rock.
Una versione a tiratura limitata "Platinum" è stata distribuita insieme all'edizione limitata, confezionata insieme ad una statuina realizzata dalla Figma di White Rock Shooter, antagonista nel videogioco. Il videogioco è stato pubblicato anche in America del Nord ed Europa dalla NIS America.
Un adattamento manga tratto dal gioco fu pubblicato nel corso del 2011 in Giappone mentre tra l'aprile ed il maggio 2014 arrivò anche in Italia distribuito da Panini Comics sotto l'etichetta Planet Manga nella collana Manga Blade. La trasposizione cartacea pur rimanendo fedele alla controparte videoludica presenta alcune differenze a livello di trama.

## Trama
Nell'anno 2032, la Terra viene attaccata da un gruppo di alieni, che tramuta il pianeta in un campo di battaglia. Diciannove anni dopo, nel 2051, gli ultimi dodici umani sopravvissuti alla tragedia decidono di risvegliare Black Rock Shooter (abbreviata in BRS), un cyborg femmina dotato di una grande forza di combattimento, la quale si rivelerà essere l'unica speranza per il genere umano per sconfiggere definitivamente gli invasori. Tuttavia l'esistenza di BRS ha un valore molto più prezioso rispetto a quello di una qualsiasi altra arma, e nel corso della storia si scoprirà essere una creazione del Dr. Gibson, il cui vero nome è Stella, nonché un clone dell'originale White Rock Shooter, sua nemica a capo degli antagonisti.

## Modalità di gioco
Lo stile di gioco è quello di un classico action RPG nel quale bisognerà controllare la protagonista Black Rock Shooter, abbreviata in BRS, e guidarla attraverso una serie di livelli completando diverse missioni e sconfiggendo i nemici che si incontreranno lungo il percorso. BRS potrà fronteggiare gli alieni mediante l'utilizzo di un fucile che porta sempre con sé ed eseguendo delle schivate veloci per evitare i colpi, tuttavia in entrambi i casi si finirà per consumare parte dell'autonomia a propria disposizione la quale non dovrà raggiungere il 100% altrimenti avverrà un surriscaldamento che lascerà ferma la ragazza per alcuni secondi, rendendola un facile bersaglio per i suoi nemici. Tuttavia tale barra dell'autonomia diminuirà abbastanza velocemente ogni qual volta che si rimarrà fermi.
Nel corso delle missioni si potranno trovare svariati oggetti da aggiungere al proprio inventario, i quali potranno ad esempio ripristinare i punti vita (HP) oppure raffreddare il corpo di BRS nel caso in cui la barra fosse quasi piena, agevolandola nello sconfiggere i nemici più accaniti. Con il progredire dell'avventura si potranno sbloccare anche alcune abilità che il giocatore potrà aggiungere o rimuovere a proprio piacimento per un massimo di quattro, le quali si riveleranno provvidenziali per eliminare più facilmente le proprie nemesi oppure per guadagnare diversi vantaggi, come ad esempio un potenziamento ai parametri di attacco e difesa oppure il progressivo recupero della salute.
Nei vari livelli saranno presenti anche svariati oggetti con cui bisognerà interagire, alcuni utili a risolvere dei piccoli enigmi mentre altri avranno lo scopo di aiutare la protagonista come i terminali, divisi in due gruppi, quelli blu permetteranno di ripristinare al massimo la propria energia e di salvare i propri progressi ogni volta che si vorrà mentre quelli gialli potranno essere utilizzati esclusivamente una sola volta per ripristinare i propri punti salute.
BRS dovrà viaggiare attraverso varie parti del mondo completando tutte le missioni, una volta terminata quella decisiva dovrà battersi contro uno dei boss, il quale farà parte del gruppo a capo degli alieni antagonisti. Sconfitto quest'ultimo, si procederà con una breve fase quick time event dove bisognerà premere ripetitivamente il tasto X per vincere in modo definitivo il duello.